# Elecciones municipales de 2004 en Valparaíso
Las elecciones municipales de Valparaíso de 2004 tuvieron lugar el 31 de octubre de 2004, así como en todo Chile, para elegir a los responsables de la administración local, es decir, de las comunas. En el caso de la capital de la Región de Valparaíso, esta eligió a su alcalde y a 10 concejales.
- Datos: Q115376948